# Amara Bangoura
Pour les articles homonymes, voir Bangoura.
Amara Karba Bangoura dit Pafobloster (né le 10 mars 1986 à Kamsar), est un footballeur international guinéen évoluant au poste de Milieu de terrain.

## Carrière
Amara Bangoura est formé en Guinée, tout d'abord à l'Atlético de Coléah puis au Hafia FC avant de rejoindre le club marocaine de l'Olympique de Khouribga avec qui il est Champion du Maroc en 2007.
Il signe à l'été 2008 en faveur du Valenciennes FC avec qui il découvre il découvre la Ligue 1. Il joue son premier match en France en entrant en jeu lors d'une défaite deux buts à zéro contre l'OGC Nice. En septembre suivant, il marque son premier but contre le Vannes OC en Coupe de la Ligue. Pour sa première saison au club, il prend part à vingt matchs de championnats. Il joue cependant peu ensuite notamment dû à une longue blessure aux adducteurs et il ne prend part qu'à seulements deux matchs la saison suivante dont un en championnat puis aucun lors de la première partie de saison 2010-2011 et il quitte le club en janvier 2011 pour signer au Vannes OC en Ligue 2.
Peu utilisé pendant une saison et demi, il quitte le club et signe en cinquième division française au Saint Colomban Locminé.
En 2015, il signe au FC Challans, également en CFA2.  Après trois saisons au club, il rejoint l'AS Châtaigneraie VF en Régional 1.

## Palmarès
- 2007 : Champion du Maroc avec l'Olympique de Khouribga